# Pink Floyd World Tour 1968
Pink Floyd World Tour 1968 va ser una gira de concerts mundial de la banda britànica Pink Floyd, que va tenir lloc entre els mesos de febrer i desembre del 1968, durant la qual van visitar diverses ciutats d'Europa i Amèrica del Nord. Concretament, va començar el 17 de febrer de 1968 a Terneuzen als Països Baixos, i va finalitzar el 28 de desembre del mateix any a Utrecht.

## Dates de la gira
| Data             | Ciutat                  | País             | Localització                          |
| Europa           | Europa                  | Europa           | Europa                                |
| ---------------- | ----------------------- | ---------------- | ------------------------------------- |
| 17 febrer 1968   | Terneuzen               | Països Baixos    | Patronaatsgebouw                      |
| 22 febrer 1968   | Leuven                  | Bèlgica          | Rijschool                             |
| 23 febrer 1968   | Anvers                  | Bèlgica          | Pannenhuis                            |
| 24 febrer 1968   | Brussel·les             | Bèlgica          | Cheetah Club                          |
| 25 febrer 1968   | Bussum                  | Països Baixos    | De Engh                               |
| 26 febrer 1968   | Cambridge               | Anglaterra       | Lion Hotel                            |
| 9 març 1968      | Manchester              | Anglaterra       | Manchester Technical College          |
| 14 març 1968     | Belfast                 | Irlanda del Nord | Whitla Hall 2 shows                   |
| 15 març 1968     | Oxford                  | Anglaterra       | Stage Club, Clardendon Restaurant     |
| 16 març 1968     | Tagg's Island           | Anglaterra       | Casino Hotel                          |
| 20 març 1968     | Liverpool               | Anglaterra       | New Grafton Rooms                     |
| 22 març 1968     | Londres                 | Anglaterra       | Woolwich Polytechnic                  |
| 18 abril 1968    | Roma                    | Itàlia           | Piper Club                            |
| 19 abril 1968    | Roma                    | Itàlia           | Piper Club                            |
| 20 abril 1968    | RAF Waddington          | Anglaterra       | Raven Club                            |
| 3 maig 1968      | Londres                 | Anglaterra       | Westfield College                     |
| 6 maig 1968      | Roma                    | Itàlia           | Palazzo dello Sport EUR               |
| 11 maig 1968     | Falmer                  | Anglaterra       | University of Sussex                  |
| 17 maig 1968     | Londres                 | Anglaterra       | Middle Earth                          |
| 23 maig 1968     | Amsterdam               | Països Baixos    | Paradiso 2 shows                      |
| 24 maig 1968     | Lapworth                | Anglaterra       | The Punchbowl Hotel                   |
| 25 maig 1968     | Wishaw                  | Anglaterra       | The Belfry Hotel                      |
| 26 maig 1968     | Londres                 | Anglaterra       | PF Middle Earth (OZ Magazine benefit) |
| 31 maig 1968     | Amsterdam               | Països Baixos    | The Paradiso                          |
| 31 maig 1968     | Amsterdam               | Països Baixos    | The Fantasio                          |
| 1 juny 1968      | Amsterdam               | Països Baixos    | Lijn 3                                |
| 1 juny 1968      | Bussum                  | Països Baixos    | De Engh                               |
| 2 juny 1968      | Vlissingen              | Països Baixos    | Concertgebouw                         |
| 3 juny 1968      | Heesch                  | Països Baixos    | De Pas                                |
| 8 juny 1968      | Haverfordwest           | Gal·les          | Market Hall                           |
| 12 juny 1968     | Cambridge               | Anglaterra       | maig Ball - King's College            |
| 14 juny 1968     | Londres                 | Anglaterra       | University College Londres            |
| 15 juny 1968     | Manchester              | Anglaterra       | Magic Village                         |
| 21 juny 1968     | Oxford                  | Anglaterra       | Commemoration Ball - Balliol College  |
| 22 juny 1968     | The Hague               | Països Baixos    | Houtrusthallen                        |
| 26 juny 1968     | Sheffield               | Anglaterra       | Sheffield University                  |
| 28 juny 1968     | Shrewsbury              | Anglaterra       | Music Hall                            |
| 29 juny 1968     | Londres                 | Anglaterra       | Hyde Park Free Concert - Hyde Park    |
| Amèrica del Nord |                         |                  |                                       |
| 8 juliol 1968    | Chicago, Illinois       | Estats Units     | Kinetic Playground                    |
| 12 juliol 1968   | Detroit, Michigan       | Estats Units     | Grande Ballroom                       |
| 13 juliol 1968   | Ann Arbor, Michigan     | Estats Units     | Fifth Dimension                       |
| 15 juliol 1968   | New York City, New York | Estats Units     | The Scene                             |
| 16 juliol 1968   | New York City, New York | Estats Units     | The Scene                             |
| 17 juliol 1968   | New York City, New York | Estats Units     | The Scene                             |
| 18 juliol 1968   | Boston, Massachusetts   | Estats Units     | Boston Tea Party                      |
| 19 juliol 1968   | Boston, Massachusetts   | Estats Units     | Boston Tea Party                      |
| 20 juliol 1968   | Boston, Massachusetts   | Estats Units     | Boston Tea Party                      |
| 24 juliol 1968   | Philadelphia            | Estats Units     | Philadelphia Music Festival           |
| 26 juliol 1968   | Los Angeles             | Estats Units     | Shrine Exposition Hall                |
| 27 juliol 1968   | Los Angeles             | Estats Units     | Shrine Exposition Hall                |
| 2 agost 1968     | San Francisco           | Estats Units     | Avalon Ballroom                       |
| 3 agost 1968     | San Francisco           | Estats Units     | Avalon Ballroom                       |
| 4 agost 1968     | San Francisco           | Estats Units     | Avalon Ballroom                       |
| 9 agost 1968     | Seattle                 | Estats Units     | Eagles Auditorium                     |
| 10 agost 1968    | Seattle                 | Estats Units     | Eagles Auditorium                     |
| 11 agost 1968    | Seattle                 | Estats Units     | Eagles Auditorium                     |
| 16 agost 1968    | Sacramento              | Estats Units     | Sound Factory                         |
| 17 agost 1968    | Sacramento              | Estats Units     | Sound Factory                         |
| 23 agost 1968    | Los Angeles             | Estats Units     | The Bank                              |
| 24 agost 1968    | Los Angeles             | Estats Units     | The Bank                              |
| Europe           |                         |                  |                                       |
| 24 agost 1968    | Prestatyn               | Wales            | The Royal Lido, Central Beach         |
| 31 agost 1968    | Kasterlee               | Bèlgica          | Kastival 68 Festival                  |
| 1 setembre 1968  | Amsterdam               | Països Baixos    | Paradiso                              |
| 4 setembre 1968  | Richmond                | Anglaterra       | Richmond Athletic Club                |
| 13 setembre 1968 | Erdington               | Anglaterra       | Mothers                               |
| 20 setembre 1968 | Bristol                 | Anglaterra       | Victoria Rooms                        |
| 27 setembre 1968 | Dunoon                  | Escòcia          | Queens Hall                           |
| 1 octubre 1968   | Glasgow                 | Escòcia          | The Maryland Ballroom                 |
| 4 octubre 1968   | Erdington               | Anglaterra       | Mothers                               |
| 6 octubre 1968   | Londres                 | Anglaterra       | The Country Club - Belsize Park       |
| 16 octubre 1968  | Lió                     | França           | Théâtre du Huitième                   |
| 19 octubre 1968  | Brussel·les             | Belgium          | Théâtre 140                           |
| 20 octubre 1968  | Brussel·les             | Belgium          | Théâtre 140 2 shows                   |
| 5 octubre 1968   | Londres                 | Anglaterra       | The Boat House - Kew                  |
| 26 octubre 1968  | Londres                 | Anglaterra       | Imperial College Londres              |
| 7 novembre 1968  | Londres                 | Anglaterra       | Porchester Hall - Bayswater           |
| 8 novembre 1968  | Londres                 | Anglaterra       | Fishmonger's Arms - Wood Green        |
| 16 novembre 1968 | Olten                   | Switzerland      | Restaurant Olten-Hammer               |
| 17 novembre 1968 | Zúric                   | Switzerland      | Kongresshaus                          |
| 22 novembre 1968 | Richmond                | Anglaterra       | Richmond Athletic Club                |
| 23 novembre 1968 | Londres                 | Anglaterra       | Regent Street Polytechnic             |
| 24 novembre 1968 | Londres                 | Anglaterra       | Country Club - Belsize Park           |
| 27 novembre 1968 | Newcastle-under-Lyme    | Anglaterra       | Keele University                      |
| 29 novembre 1968 | Londres                 | Anglaterra       | Bedford College                       |
| 5 desembre 1968  | Bournemouth             | Anglaterra       | Royal Arcade Ballrooms                |
| 15 desembre 1968 | Newcastle upon Tyne     | Anglaterra       | Newcastle City Hall                   |
| 27 desembre 1968 | Rotterdam               | Països Baixos    | De Doelen                             |
| 28 desembre 1968 | Utrecht                 | Països Baixos    | Margriethal-Jaarbeurs                 |

## Repertori
El repertori típic acostumava a incloure:
1. "Astronomy Domine"
2. "Interstellar Overdrive"
3. "Set the Controls for the Heart of the Sun"
4. "Pow R. Toc H."
5. "Let There Be More Light"
6. "The Massed Gadgets of Hercules" (tocada per primera vegada el 23 de maig de 1968, i redenominada com a "A Saucerful of Secrets")
7. "Flaming"
8. "Keep Smiling People" (una versió propotipis de "Careful with That Axe, Eugene")

Altres cançons
1. "Remember a Day" (tocada només una vegada el 6 de maig de 1968)
2. "It Would Be So Nice" (tocada només una vegada l'11 de maig de 1968)
3. "Matilda Mother" (tocada només una vegada el 26 de juliol de 1968)

## Banda
- David Gilmour – guitarra, veus
- Roger Waters – baix, veus
- Rick Wright – teclats, veus
- Nick Mason – bateria

### Músics addicionals
- Roy Harper – cimbals a "A Saucerful of Secrets" a Hyde Park el 29 de juny